# Richard Dutruel
Richard Dutruel (ur. 24 grudnia 1972 roku w Thonon-les-Bains). Francuski piłkarz występujący na pozycji bramkarza.

## Życiorys
Piłkarską karierę rozpoczynał w młodzieżowych drużynach słynnego Paris Saint-Germain. Jako junior odnosił pierwsze sukcesy jak mistrzostwo kraju kadetów, lecz w bramce Paryżan niepodważalne miejsce miał wówczas reprezentant Francji, Bernard Lama. Z tego też powodu, młody bramkarz dwa sezony spędził na wypożyczeniu w SM Caen, gdzie miał zdobywać doświadczenie. W Ligue 1 Dutruel debiutował w wygranym 3:1 spotkaniu przeciwko Caen. Miało to miejsce 20 marca 1992 roku.
W roku 1996 przeniósł się do hiszpańskiej Celty Vigo. W trakcie 4 sezonów spędzonych na Półwyspie Iberyjskim urósł do miana jednego z czołowych bramkarzy Primera Division. W 2000 roku po Dutruela sięgnęła FC Barcelona. Dokładnie 4 października zadebiutował również w pierwszej reprezentacji Francji. W spotkaniu przeciwko Kamerunowi (1:1) już na rozgrzewce Fabien Barthez doznał kontuzji, a Lionel Letizi po pierwszej połowie musiał ustąpić mu miejsca.
Przez kilka miesięcy Richard był podstawowym bramkarzem klubu z Camp Nou. Z czasem stracił jednak zaufanie trenera i wylądował na ławce rezerwowych. Po 2 latach spędzonych w Barcelonie, przez rok grał jeszcze w Deportivo Alaves by ostatecznie powrócić do Francji, gdzie grał w RC Strasbourg. W 2005 roku z powodu kontuzji zakończył piłkarską karierę.

## Statystyki
| Sezon     | Klub                | Mecze w lidze |
| --------- | ------------------- | ------------- |
| 1991/1992 | Paris Saint-Germain | 4             |
| 1992/1993 | Paris Saint-Germain | -             |
| 1993/1994 | Caen                | 30            |
| 1994/1995 | Caen                | 38            |
| 1995/1996 | Paris Saint-Germain | 6             |
| 1996/1997 | Celta Vigo          | 36            |
| 1997/1998 | Celta Vigo          | 36            |
| 1998/1999 | Celta Vigo          | 37            |
| 1999/2000 | Celta Vigo          | 19            |
| 2000/2001 | FC Barcelona        | 15            |
| 2001/2002 | FC Barcelona        | -             |
| 2002/2003 | Alavés              | 33            |
| 2003/2004 | RC Strasbourg       | 24            |
| 2004/2005 | RC Strasbourg       | -             |

## Sukcesy
- Paris Saint-Germain
  - Mistrz Francji kadetów (1988)
  - Puchar Gambardella (U-18) (1991)
  - Puchar Francji (1995)
  - Puchar Ligi Francuskiej (1995)
- FC Barcelona
  - Trofeum Real Balompédica Linense (2000)
- Racing Strasbourg
  - Puchar Ligi Francuskiej (2005)